# 甲斐上野站
甲斐上野站（日语：／ Kai-ueno eki */?）是位於山梨縣西八代郡市川三鄉町上野2405號，東海旅客鐵道（JR東海）的身延線車站。通常特急「富士川」會通過此站，但當JR東海主辦步行活動等活動時，特急會臨時停站。

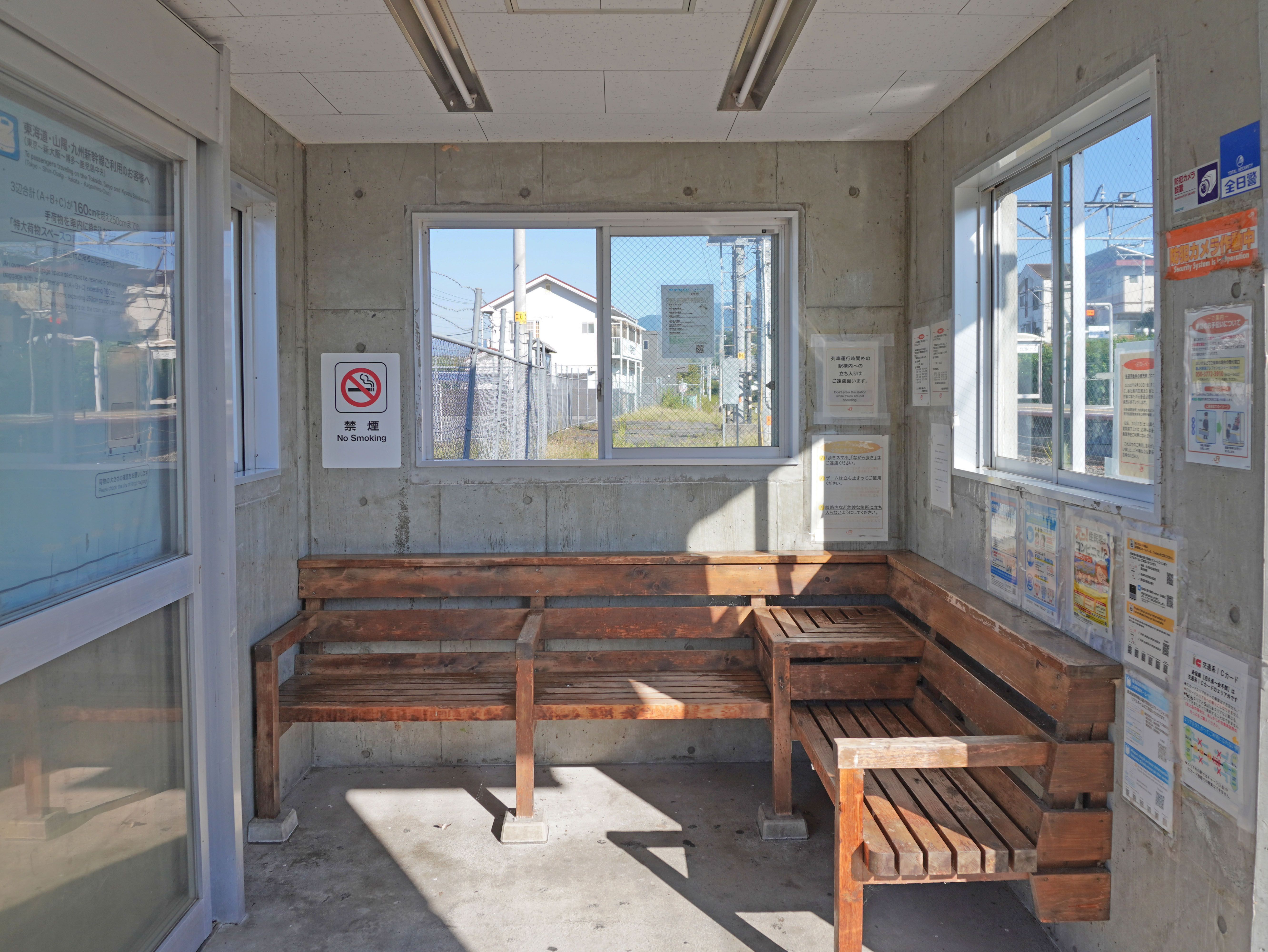
候車室内(2022年10月)

## 歷史
在昭和2年，上野村議會希望在村內設置車站，並在昭和3年度至昭和7年度為了設置車站向富士身延鐵道捐款。車站是建設於上野村和大塚村的邊界。
- 1928年（昭和3年）3月30日：富士身延鐵道市川大門至甲府之間開通，此站啟用。為一般車站[1]。
- 1938年（昭和13年）10月1日：富士身延鐵道借給鐵道省使用，成為身延線[1]。
- 1941年（昭和16年）5月1日：富士身延鐵道正式國有化[1]。
- 1959年（昭和34年）12月7日：結束車載貨物起卸業務[2]。
- 1961年（昭和36年）10月1日：結束貨物起卸業務[2]。
- 1983年（昭和58年）6月1日：成為無人車站。
- 1987年（昭和62年）4月1日：伴隨國鐵分割民營化，車站由東海旅客鐵道（JR東海）營運[1]。
- 2003年（平成15年）2月：翻新車站大樓。

## 車站構造

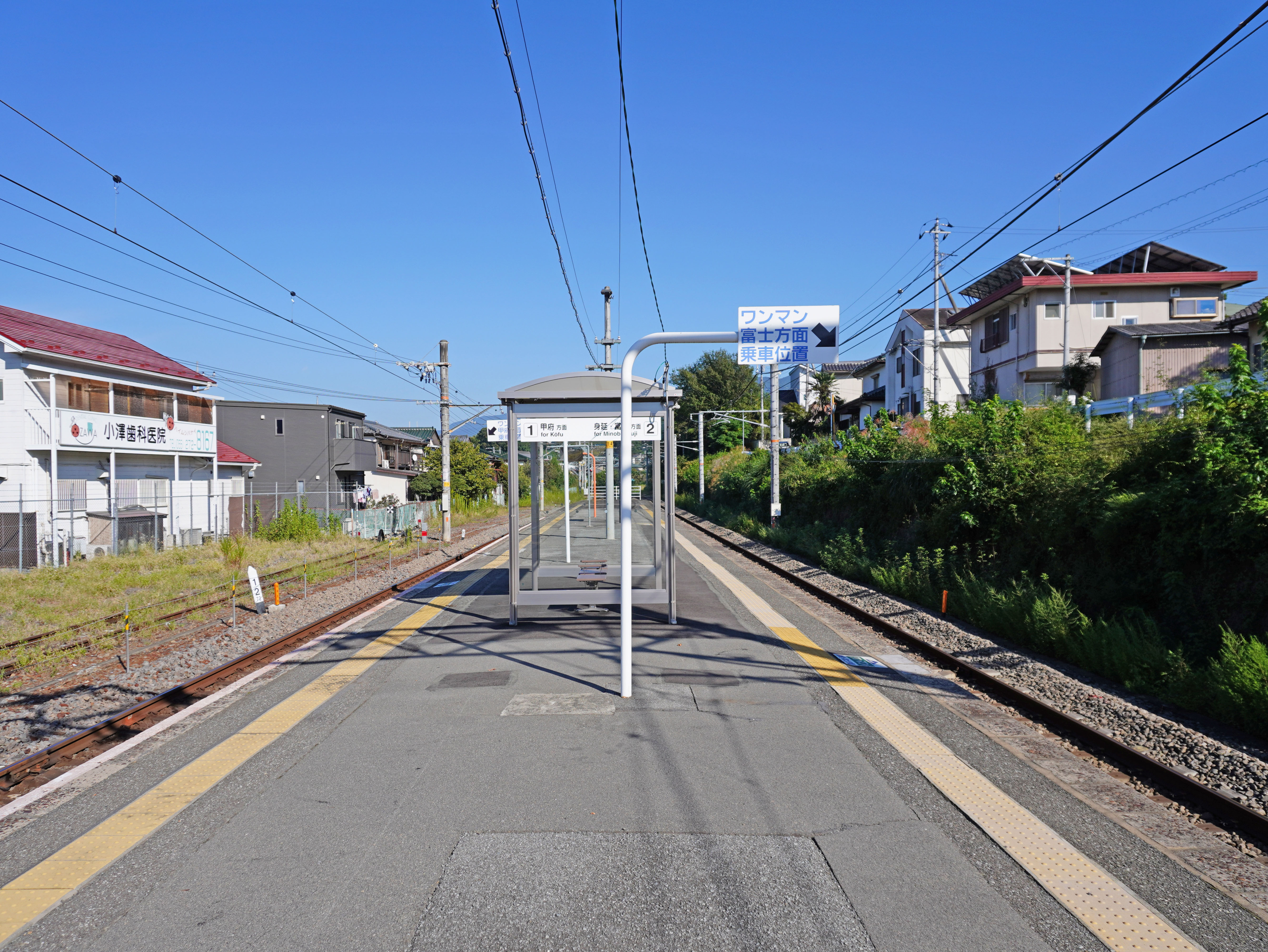
月台(2022年10月)

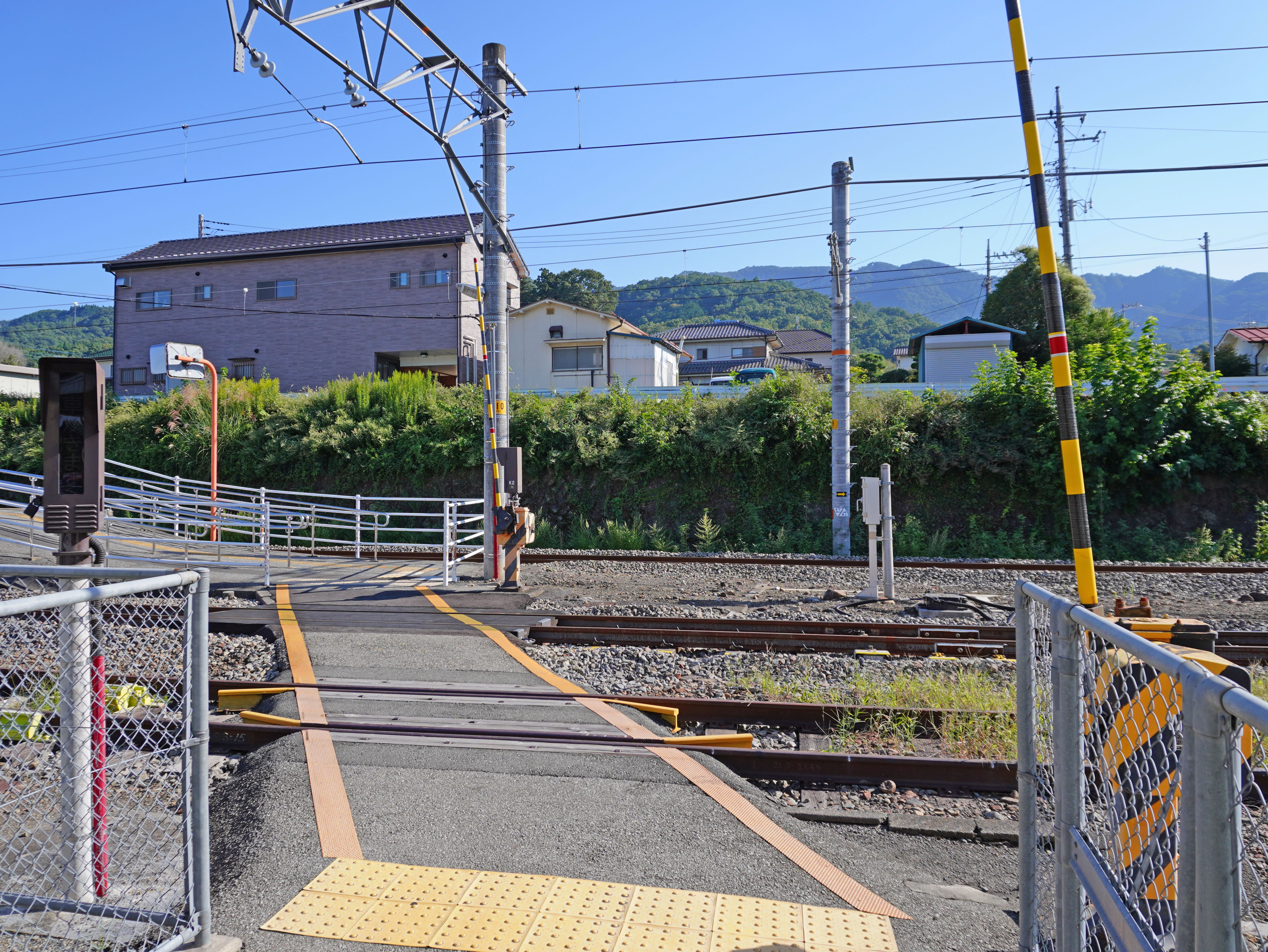
平交道(2022年10月)

本站是地面車站，設有1面2線的島式月台。車站房位於車站北邊。靠近站房的是1號月台，對面是2號月台。此站設有1條側線，位於1號月台與車站之間，側線只連接蘆川一方的本線。月台靠近蘆川一方設有斜道並連接站內平交道（設有遮斷機和警報機）。
此站是由南甲府站管理的無人車站。簡易站房在2003年（平成15年）2月建成。本站是1層樓高的混凝土建築物，站內設有候車室，沒有櫃臺和自動售票機，因此此站內不可購買車票。在月台上設有木造上蓋的候車室，車站啟用當初已經存在。

### 月台
| 月台 | 路線   | 上下行 | 方向           |
| ---- | ------ | ------ | -------------- |
| 1    | 身延線 | 下行   | 甲府方向       |
| 2    | 身延線 | 上行   | 身延、富士方向 |

## 使用狀況
以下為近年1日乘車人次列表：
| 乘車人次變化 | 乘車人次變化     | 乘車人次變化 |
| 年度         | 1日平均 乘車人次 |              |
| ------------ | ---------------- | ------------ |
| 2006         | 94               |              |
| 2007         | 95               |              |
| 2008         | 111              |              |
| 2009         | 108              |              |
| 2010         | 104              |              |
| 2011         | 88               |              |
| 2012         | 85               |              |
| 2013         | 96               |              |
| 2014         | 85               |              |
| 2015         | 82               |              |
| 2016         | 73               |              |
| 2017         | 72               |              |

## 車站周邊
車站位於町內三珠地區中心名為上野的村落。市川三鄉町公所三珠廳舍（舊三珠町公所）和町立三珠中學位於此站與蘆川站之間，距離此站約500米。
車站周邊的土地由市川團十郎的祖先擁有，12代市川團十郎向新聞社和三珠町請求建立市川團十郎的表彰碑。在車站周邊設有歌舞伎文化公園，位於車站南邊300米處。
- 笛吹川
- 上野郵局
- 國道140號
- 三田之湯

## 相鄰車站
東海旅客鐵道（JR東海）
 身延線
蘆川－甲斐上野－東花輪

## 注腳
1. 1 2 3 4 5  曾根悟（日语：曽根悟）（監修）. 朝日新聞出版分冊百科編集部（編集） , 编. . 週刊 歴史でめぐる鉄道全路線 国鉄・JR (朝日新聞出版). 2009-07-26, (3): 22–23 （日语）.
2. 1 2 3  《三珠町誌》1980年，835、836頁
3. 1 2  用車站時間表的方向資訊。詳情參見JR東海官方網站的各站時間表 （页面存档备份，存于）（截至2015年1月）。
4. ↑  「山梨縣統計年鑑」

## 外部連結
- 國土地理院地圖參閲服務 （页面存档备份，存于） - 甲斐上野站周邊的1/25000地形圖 （页面存档备份，存于）（日語）